# Oļegs Karavajevs
Oļegs Karavajevs (ur. 13 lutego 1961, zm. październik 2020) – łotewski piłkarz występujący na pozycji bramkarza.

## Kariera klubowa
Karavajevs karierę rozpoczynał w Ałdze Frunze. W sezonie 1979 spadł z nią z drugiej ligi do trzeciej. W 1981 roku przeszedł do pierwszoligowego Pakstakoru Taszkent, a w 1982 roku wrócił do Ałgi. W 1984 roku ponownie trafił do pierwszej ligi, tym razem jako gracz Kajratu Ałmaty. Spędził tam sezon 1984, a następnie do 1991 roku występował w drugiej lidze w drużynach SKA Chabarowsk, Daugava Ryga oraz Fakieł Woroneż.
W 1991 roku Karavajevs przeszedł do jugosłowiańskiego zespołu OFK Beograd. W tym samym roku awansował z nim z drugiej ligi do pierwszej. W 1993 roku odszedł do łotewskiej Olimpiji Ryga. Jednak jeszcze w tym samym roku przeniósł się do cypryjskiego Evagorasu Pafos i spędził tam sezon 1993/1994.
W 1994 roku Karavajevs przeszedł do niemieckiego klubu FC Carl Zeiss Jena grającego w Regionallidze. Po roku został graczem drugoligowego FSV Zwickau. W 2. Bundeslidze zadebiutował 19 sierpnia 1995 w wygranym 3:0 meczu z 1. FSV Mainz 05. W Zwickau występował przez trzy sezony.
W 1998 roku wrócił na Łotwę, do zespołu Skonto. W tym samym roku wywalczył z nim mistrzostwo Łotwy oraz Puchar Łotwy. W 1999 roku, po zdobyciu z FK Rīga Pucharu Łotwy, zakończył karierę.

## Kariera reprezentacyjna
W reprezentacji Łotwy Karavajevs zadebiutował 12 sierpnia 1992 w przegranym 1:2 meczu eliminacji mistrzostw świata 1994 z Litwą. W latach 1992–1999 w drużynie narodowej rozegrał 38 spotkań.